# 大庫亞利尼克河

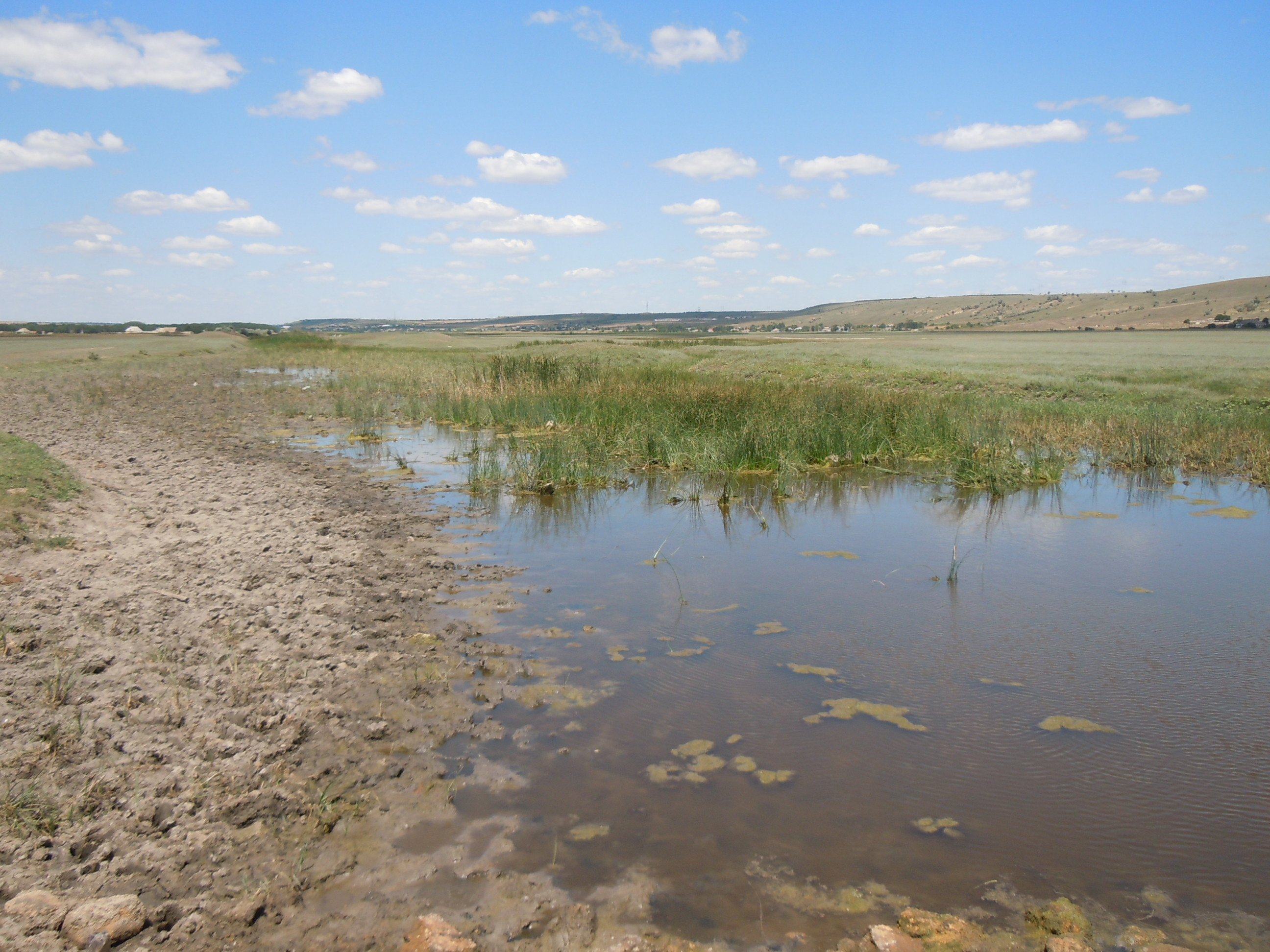

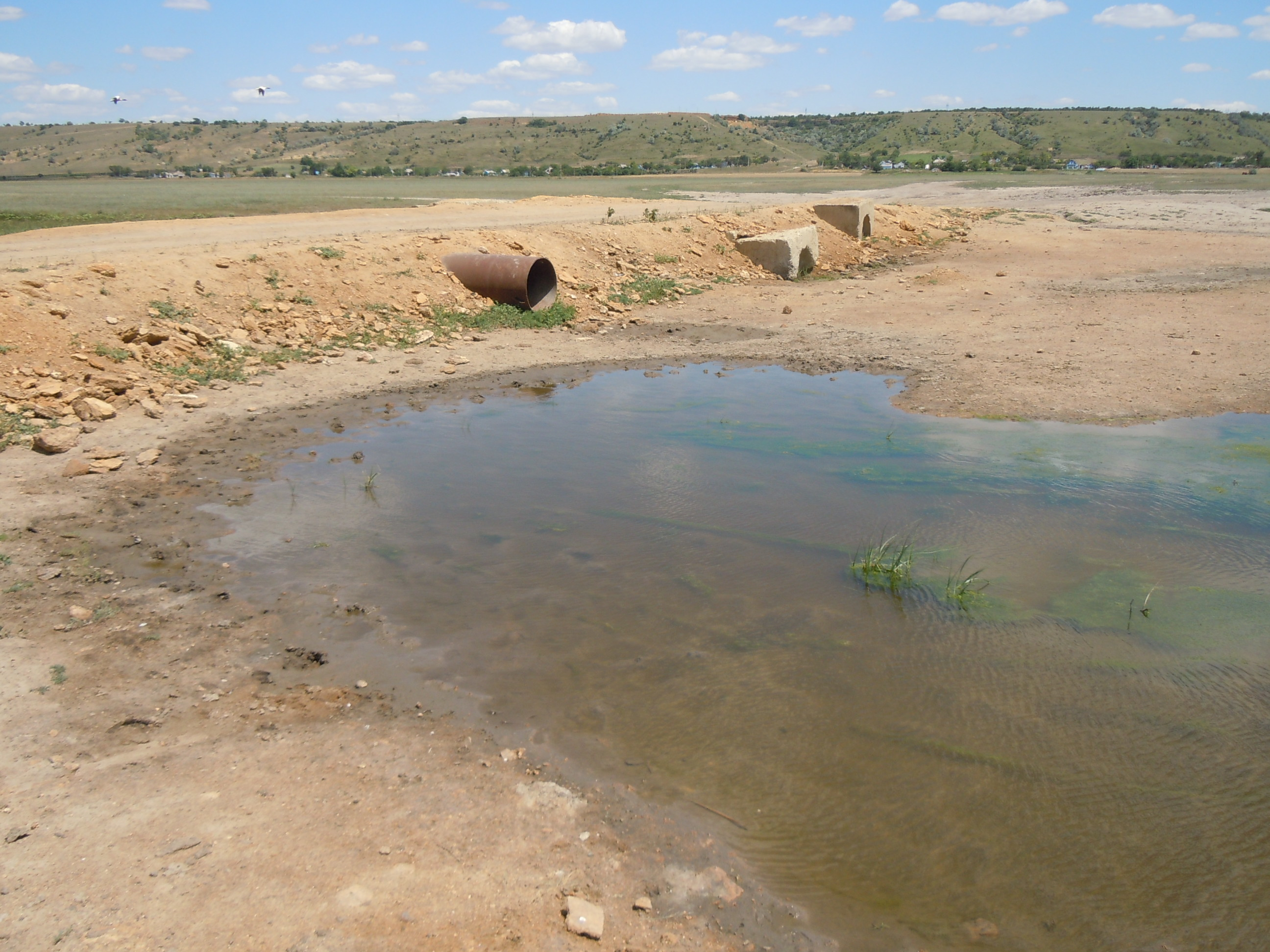

大庫亞利尼克河（烏克蘭語：Великий Куяльник），是烏克蘭的河流，位於該國西部，流經敖德薩州，發源自科托夫斯克東南面15公里，河道全長150公里，流域面積1,860平方公里，河水主要來自融雪。